# Rocca Canterano
Rocca Canterano es una localidad italiana de la provincia de Roma, región de Lacio, con 216 habitantes.

## Galería

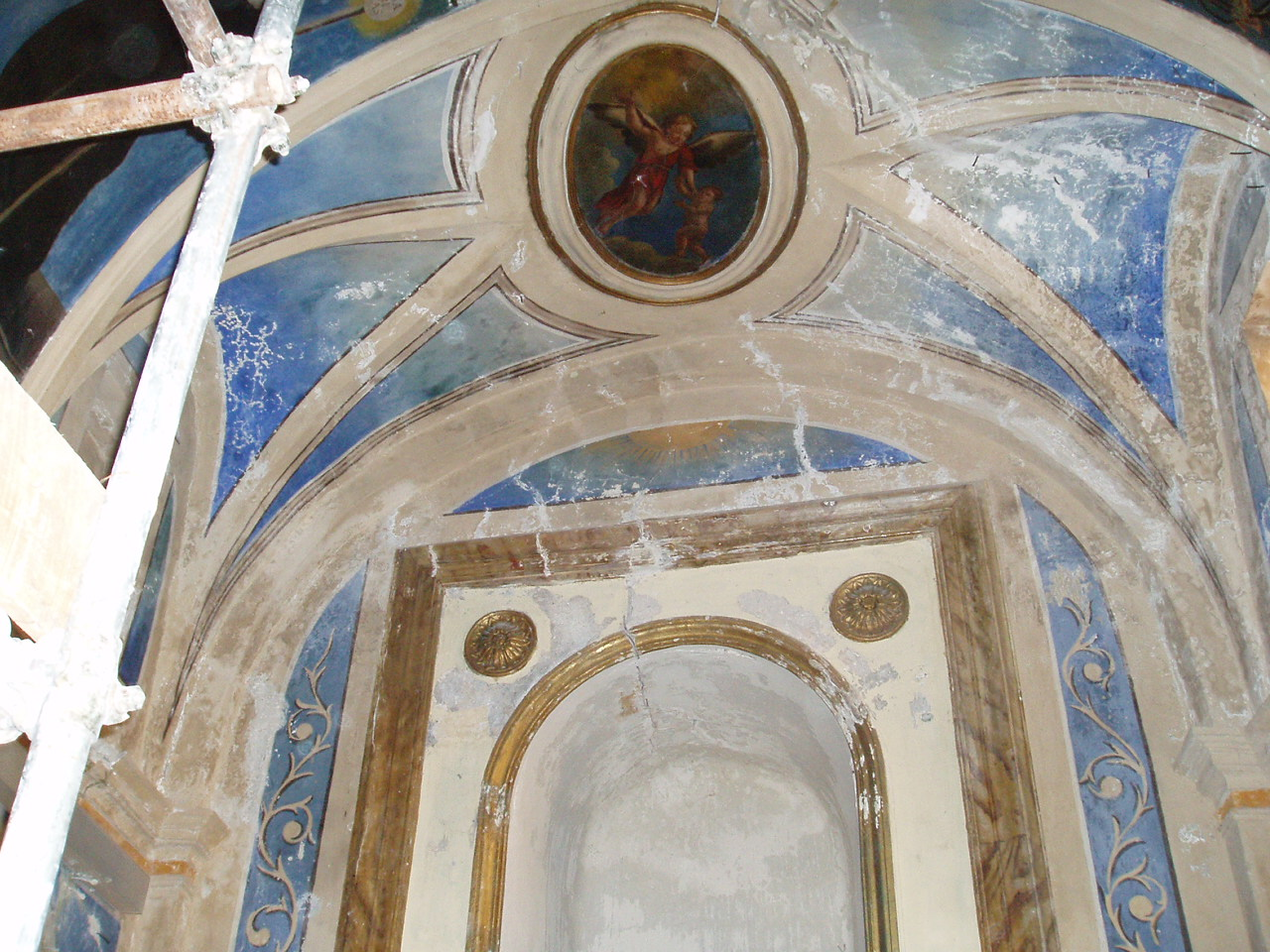

## Evolución demográfica
| Gráfica de evolución demográfica de Rocca Canterano entre 1861 y 2001 |
|                                                                       |
| Fuente ISTAT - elaboración gráfica de Wikipedia                       |